# Чемпіонат України з ралі 1999
Чемпіонат України з ралі 1999 – VI чемпіонат з автомобільного ралі за часів незалежної України. Вперше в історії складався з семи етапів, які проходили в Києві, Білій Церкві, Одесі, Дніпродзержинську (нині Кам’янське), Кам’янці-Подільському, Херсоні та Львові. В чемпіонаті взяли участь 39 перших та 48 других пілотів, які були представниками 10 регіональних автомобільних клубів.

## Заліки та нарахування очок

### Особистий залік
Чемпіонат України з ралі 1999 року розігрувався в абсолютному заліку та в чотирьох залікових класах: 7, 8, 9 та 12. До заліку йшли п’ять кращих результати, показані кожним пілотом протягом чемпіонату. Очки в особистому заліку нараховувались окремо першим та другим пілотам (штурманам) за перші десять позицій на кожному етапі згідно наступної таблиці:
| Місце в заліку | 1  | 2  | 3  | 4  | 5 | 6 | 7 | 8 | 9 | 10 |
| Кількість очок | 20 | 15 | 12 | 10 | 8 | 6 | 4 | 3 | 2 | 1  |

Обмеження щодо мінімальної кількості в десять учасників в кожному окремому заліку за підсумками всього турніру продовжувало діяти, як і в попередньому чемпіонаті – однак в 1999 році всі заліки відповідали цьому критерію і були визнані такими, що відбулися. Таким чином, переможці чемпіонату в усіх залікових класах отримали офіційні титули чемпіонів України з ралі.

### Командний залік
Починаючи з чемпіонату України з ралі 1999 року заліки клубних та фірмових команд було поєднано в один спільний командний залік, який з того часу лишався незмінним. Командні очки на кожному етапі складались з очок, набраних двома кращими представниками команди у відповідних класах, та половини очок, набраних ними ж в абсолютному заліку. В підсумкову турнірну таблицю командного заліку йшли очки, набрані командами на всіх етапах чемпіонату.
Разом з тим востаннє було розіграно чемпіонат серед територіальних клубів – але, оскільки з десяти клубів тільки чотири взяли в ньому участь, чемпіонат в цьому заліку було визнано таким, що не відбувся, і більше він не проводився.

### Коефіцієнти
В 1999 році підвищуючі коефіцієнти було призначені п’ятьом з семи етапів: київський, херсонський та львівський отримали коефіцієнт 4, одеський – 3 та дніпродзержинський – 2. Відповідно, очки, набрані пілотами та командами на цих етапах, множились на вказаний коефіцієнт. Як побічний ефект деякі пілоти та команди вирішили пропустити змагання, які не мали коефіцієнтів, що негативно вплинуло на кількість учасників білоцерківського та кам’янець-подільского етапів.

## Календар змагань та переможці етапів
Порівняно з попередніми роками з календаря чемпіонату 1999 року випало херсонське Ралі Скіф, але повернулась київська гонка, яка відтепер мала назву Ралі Столиця. Крім того, в чемпіонаті дебютували дві нові гонки в Білій Церкві та Кам'янці-Подільському. І якщо білоцерківське Ралі Росава так і лишилось єдиним в історії, то подільське Ралі Стара Фортеця з того часу надовго стало важливою частиною українського ралі.
| Дата     | Змагання            | Залік   | Переможці                | Переможці           | Переможці               |
| Дата     | Змагання            | Залік   | Пілот                    | Штурман             | Автомобіль              |
| -------- | ------------------- | ------- | ------------------------ | ------------------- | ----------------------- |
| 23-24.04 | Ралі Столиця        | Абсолют | Валентин Марчук          | Леонід Косянчук     | Mazda 323               |
| 23-24.04 | Ралі Столиця        | Клас 7  | Руслан Кучер             | Дмитро Коркішко     | ВАЗ-2108                |
| 23-24.04 | Ралі Столиця        | Клас 8  | Леонід Леонов            | Євген Леонов        | ВАЗ-2108                |
| 23-24.04 | Ралі Столиця        | Клас 9  | Леонід Протасов          | Юрій Протасов       | ВАЗ-2108                |
| 23-24.04 | Ралі Столиця        | Клас 12 | Валентин Марчук          | Леонід Косянчук     | Mazda 323               |
| 22-23.05 | Ралі Росава         | Абсолют | Олександр Бойченко       | Дмитро Бекаревич    | ВАЗ-2108                |
| 22-23.05 | Ралі Росава         | Клас 7  | Руслан Кучер             | Дмитро Коркішко     | ВАЗ-2108                |
| 22-23.05 | Ралі Росава         | Клас 9  | Олександр Бойченко       | Дмитро Бекаревич    | ВАЗ-2108                |
| 22-23.05 | Ралі Росава         | Клас 12 | Микола Нікітюк           | Володимир Щербаков  | ВАЗ-2108                |
| 14-15.08 | Ралі Куяльник       | Абсолют | Руслан Железко           | Валерій Розиграєв   | ВАЗ-2108                |
| 14-15.08 | Ралі Куяльник       | Клас 7  | Леонід Алейніков         | Віктор Шаповалов    | ВАЗ-2108                |
| 14-15.08 | Ралі Куяльник       | Клас 8  | Руслан Железко           | Валерій Розиграєв   | ВАЗ-2108                |
| 14-15.08 | Ралі Куяльник       | Клас 9  | Олександр Бойченко       | Дмитро Бекаревич    | ВАЗ-2108                |
| 14-15.08 | Ралі Куяльник       | Клас 12 | Борис Донськой           | Ігор Свенцицький    | ВАЗ-2108                |
| 11-12.09 | Ралі Дніпро         | Абсолют | Олександр Салюк-старший  | Олександр Мурзін    | Ford Escort RS Cosworth |
| 11-12.09 | Ралі Дніпро         | Клас 7  | Леонід Алейніков         | Віктор Шаповалов    | ВАЗ-2108                |
| 11-12.09 | Ралі Дніпро         | Клас 8  | Микола Нікітюк           | Володимир Щербаков  | ВАЗ-2108                |
| 11-12.09 | Ралі Дніпро         | Клас 9  | Володимир Петренко       | Ігор Полутов        | Renault Clio Williams   |
| 11-12.09 | Ралі Дніпро         | Клас 12 | Олександр Салюк-старший  | Олександр Мурзін    | Ford Escort RS Cosworth |
| 25-26.09 | Ралі Стара Фортеця  | Абсолют | Олександр Салюк-старший  | Леонід Косянчук     | Ford Escort RS Cosworth |
| 25-26.09 | Ралі Стара Фортеця  | Клас 8  | Олександр Салюк-молодший | Олексій Мочанов     | ВАЗ-2108                |
| 25-26.09 | Ралі Стара Фортеця  | Клас 9  | Олександр Бойченко       | Дмитро Бекаревич    | ВАЗ-2108                |
| 25-26.09 | Ралі Стара Фортеця  | Клас 12 | Олександр Салюк-старший  | Леонід Косянчук     | Ford Escort RS Cosworth |
| 09-10.10 | Ралі Чумацький Шлях | Абсолют | Василь Ростоцький        | Майкл Орр           | Ford Escort WRC         |
| 09-10.10 | Ралі Чумацький Шлях | Клас 7  | Леонід Алейніков         | Фелікс Алейніков    | ВАЗ-2108                |
| 09-10.10 | Ралі Чумацький Шлях | Клас 8  | Руслан Железко           | Валерій Розиграєв   | ВАЗ-2108                |
| 09-10.10 | Ралі Чумацький Шлях | Клас 9  | Павло Шарашидзе          | Віталій Аксьонов    | ВАЗ-2108                |
| 09-10.10 | Ралі Чумацький Шлях | Клас 12 | Василь Ростоцький        | Майкл Орр           | Ford Escort WRC         |
| 22-24.10 | Ралі Карпати        | Абсолют | Василь Ростоцький        | Майкл Орр           | Ford Escort WRC         |
| 22-24.10 | Ралі Карпати        | Клас 8  | Олексій Железко          | Євген Леонідов      | ВАЗ-2108                |
| 22-24.10 | Ралі Карпати        | Клас 9  | Олександр Андріященко    | Анатолій Майстренко | ВАЗ-2108                |
| 22-24.10 | Ралі Карпати        | Клас 12 | Василь Ростоцький        | Майкл Орр           | Ford Escort WRC         |

## Призери чемпіонату

### Абсолютний залік
| Місце | Пілот             | Місто      | Набрані очки на етапах | Набрані очки на етапах | Набрані очки на етапах | Набрані очки на етапах | Набрані очки на етапах | Набрані очки на етапах | Набрані очки на етапах | Сума | Результат |
| Місце | Пілот             | Місто      | 1                      | 2                      | 3                      | 4                      | 5                      | 6                      | 7                      | Сума | Результат |
| ----- | ----------------- | ---------- | ---------------------- | ---------------------- | ---------------------- | ---------------------- | ---------------------- | ---------------------- | ---------------------- | ---- | --------- |
| 1     | Василь Ростоцький | Львів      | 0                      | –                      | 0                      | 30                     | 0                      | 80                     | 80                     | 190  | 190       |
| 2     | Руслан Железко    | Кривий Ріг | 0                      | –                      | 60                     | 0                      | 8                      | 48                     | 48                     | 164  | 164       |
| 3     | Леонід Леонов     | Київ       | 60                     | –                      | 36                     | 0                      | –                      | 24                     | 24                     | 144  | 144       |

### Клас 7
Автомобілі груп A, N з робочим обсягом двигуна до 1300 см. куб.
| Місце | Пілот             | Місто    | Набрані очки на етапах | Набрані очки на етапах | Набрані очки на етапах | Набрані очки на етапах | Набрані очки на етапах | Набрані очки на етапах | Набрані очки на етапах | Сума | Результат |
| Місце | Пілот             | Місто    | 1                      | 2                      | 3                      | 4                      | 5                      | 6                      | 7                      | Сума | Результат |
| ----- | ----------------- | -------- | ---------------------- | ---------------------- | ---------------------- | ---------------------- | ---------------------- | ---------------------- | ---------------------- | ---- | --------- |
| 1     | Леонід Алейніков  | Нікополь | 60                     | 0                      | 60                     | 40                     | –                      | 80                     | –                      | 240  | 240       |
| 2     | Руслан Кучер      | Київ     | 80                     | 20                     | 0                      | 30                     | –                      | 0                      | –                      | 130  | 130       |
| 3     | Костянтин Доценко | Херсон   | 48                     | 0                      | 45                     | 0                      | –                      | 0                      | –                      | 93   | 93        |

### Клас 8
Автомобілі груп A, N з робочим обсягом двигуна до 1600 см. куб.
| Місце | Пілот          | Місто      | Набрані очки на етапах | Набрані очки на етапах | Набрані очки на етапах | Набрані очки на етапах | Набрані очки на етапах | Набрані очки на етапах | Набрані очки на етапах | Сума | Результат |
| Місце | Пілот          | Місто      | 1                      | 2                      | 3                      | 4                      | 5                      | 6                      | 7                      | Сума | Результат |
| ----- | -------------- | ---------- | ---------------------- | ---------------------- | ---------------------- | ---------------------- | ---------------------- | ---------------------- | ---------------------- | ---- | --------- |
| 1     | Леонід Леонов  | Київ       | 80                     | –                      | 36                     | 30                     | –                      | 60                     | 48                     | 254  | 224       |
| 2     | Руслан Железко | Кривий Ріг | 0                      | –                      | 60                     | 0                      | 10                     | 80                     | 60                     | 210  | 210       |
| 3     | Микола Нікітюк | Одеса      | 40                     | –                      | 30                     | 40                     | 0                      | 48                     | –                      | 158  | 158       |

### Клас 9
Автомобілі груп A, N з робочим обсягом двигуна до 2000 см. куб.
| Місце | Пілот                 | Місто       | Набрані очки на етапах | Набрані очки на етапах | Набрані очки на етапах | Набрані очки на етапах | Набрані очки на етапах | Набрані очки на етапах | Набрані очки на етапах | Сума | Результат |
| Місце | Пілот                 | Місто       | 1                      | 2                      | 3                      | 4                      | 5                      | 6                      | 7                      | Сума | Результат |
| ----- | --------------------- | ----------- | ---------------------- | ---------------------- | ---------------------- | ---------------------- | ---------------------- | ---------------------- | ---------------------- | ---- | --------- |
| 1     | Олександр Андріященко | Одеса       | 60                     | 0                      | 0                      | 24                     | 0                      | 60                     | 80                     | 224  | 224       |
| 2     | Олександр Бойченко    | Біла Церква | 0                      | 20                     | 60                     | 0                      | 20                     | 0                      | 60                     | 160  | 160       |
| 3     | Павло Шарашидзе       | Херсон      | 48                     | 0                      | 0                      | 30                     | –                      | 80                     | 0                      | 158  | 158       |

### Клас 12
Автомобілі груп A, N з робочим обсягом двигуна до 3500 см. куб.
| Місце | Пілот               | Місто      | Набрані очки на етапах | Набрані очки на етапах | Набрані очки на етапах | Набрані очки на етапах | Набрані очки на етапах | Набрані очки на етапах | Набрані очки на етапах | Сума | Результат |
| Місце | Пілот               | Місто      | 1                      | 2                      | 3                      | 4                      | 5                      | 6                      | 7                      | Сума | Результат |
| ----- | ------------------- | ---------- | ---------------------- | ---------------------- | ---------------------- | ---------------------- | ---------------------- | ---------------------- | ---------------------- | ---- | --------- |
| 1     | Василь Ростоцький   | Львів      | 0                      | –                      | 0                      | 30                     | 0                      | 80                     | 80                     | 190  | 190       |
| 2     | Ігор Дорофеєв       | Артемівськ | –                      | –                      | 45                     | 16                     | 15                     | 40                     | 48                     | 164  | 164       |
| 3     | Сергій Коробейніков | Одеса      | –                      | –                      | 36                     | 20                     | 10                     | 0                      | 60                     | 126  | 126       |

### Команди
| Місце | Пілот       | Місто      | Набрані очки на етапах | Набрані очки на етапах | Набрані очки на етапах | Набрані очки на етапах | Набрані очки на етапах | Набрані очки на етапах | Набрані очки на етапах | Сума  | Результат |
| Місце | Пілот       | Місто      | 1                      | 2                      | 3                      | 4                      | 5                      | 6                      | 7                      | Сума  | Результат |
| ----- | ----------- | ---------- | ---------------------- | ---------------------- | ---------------------- | ---------------------- | ---------------------- | ---------------------- | ---------------------- | ----- | --------- |
| 1     | ТПП Україна | Кривий Ріг | 0                      | 0                      | 157,5                  | 0                      | 31,5                   | 104                    | 194                    | 487   | 487       |
| 2     | СІМ-Шустов  | Одеса      | 118                    | 38                     | 75                     | 81                     | 0                      | 128                    | 0                      | 440   | 440       |
| 3     | 9 СКА Одеса | Одеса      | 64                     | 19                     | 106,5                  | 66                     | 0                      | 0                      | 80                     | 335,5 | 335,5     |

### Територіальні автоклуби
| Місце | Пілот           | Місто | Набрані очки на етапах | Набрані очки на етапах | Набрані очки на етапах | Набрані очки на етапах | Набрані очки на етапах | Набрані очки на етапах | Набрані очки на етапах | Сума | Результат |
| Місце | Пілот           | Місто | 1                      | 2                      | 3                      | 4                      | 5                      | 6                      | 7                      | Сума | Результат |
| ----- | --------------- | ----- | ---------------------- | ---------------------- | ---------------------- | ---------------------- | ---------------------- | ---------------------- | ---------------------- | ---- | --------- |
| 1     | КРАК «Славутич» | Київ  | 160                    | 35                     | 60                     | 70                     | 55                     | 60                     | –                      | 440  | 440       |
| 2     | Одеський АК     | Одеса | 60                     | 0                      | 165                    | 40                     | 0                      | 0                      | –                      | 265  | 265       |
| 3     | КМАМК           | Київ  | 80                     | 0                      | 0                      | 0                      | 0                      | 0                      | –                      | 80   | 80        |

## Іноземні учасники
Починаючи з третього етапу чемпіонату 1999 року штурманом в екіпажі Василя Ростоцького був британець Майкл Орр. Оскільки він брав участь у змаганнях з українською гоночною ліцензією, результата Орра йшли до заліку чемпіонату, і в підсумку він став першим та єдиним чемпіоном України з ралі, який мав громадянство Великої Британії.

## Статистика

### Кількість учасників
| Залік   | Перші пілоти | Другі пілоти |
| ------- | ------------ | ------------ |
| Абсолют | 39           | 48           |
| Клас 7  | 10           | 12           |
| Клас 8  | 12           | 15           |
| Клас 9  | 12           | 12           |
| Клас 12 | 14           | 19           |

### Переможці спецділянок
| Пілот                   | Виграні СД |
| ----------------------- | ---------- |
| Василь Ростоцький       | 57         |
| Олександр Салюк-старший | 28         |
| Микола Нікітюк          | 4          |
| Юрій Карпенко           | 3          |
| Андрій Александров      | 1          |
| Павло Шарашидзе         | 1          |
| Олександр Бойченко      | 1          |
| Едуард Пушко            | 1          |
| Руслан Кучер            | 1          |

## Цікаві факти
- Чемпіонат України 1999 року став єдиним сезоном, в якому перемогу на одному з етапів отримав екіпаж на автомобілі Mazda 323 – це були Валентин Марчук та Леонід Косянчук, які виграли Ралі Столиця[8].
- В чемпіонаті 1999 року вперше в українській історії на одному з етапів переміг автомобіль класу WRC – це сталось на Ралі Чумацький Шлях, де автомобілем Ford Escort WRC керували Василь Ростоцький та Майкл Орр.
- В чемпіонаті 1999 року вперше та востаннє в історії українського ралі відбулись етапи, де всі призові місця в абсолюті та всі перемоги в залікових класах здобули екіпажі на автомобілях ВАЗ-2108 – це були Ралі Росава та Ралі Куяльник[9].